# سیرکاسیا (کیندیو)
سیرکاسیا (کیندیو) (به اسپانیایی: Circasia, Quindío) یک سکونتگاه مسکونی در کلمبیا است که در بخش کیندیو واقع شده‌است.